# Lars Klinting
Lars Reinhold Klinting, född 25 april 1948 i Högalids församling i Stockholm, död 9 december 2006 i Bromma, var en svensk författare och illustratör.
Klinting var självlärd och studerade på egen hand mycket om tekniker och färger. Han började sin tecknarkarriär 1980 och debuterade 1982 med Örjan - den höjdrädda örnen. Ett av hans fritidsintressen var naturen, vilken är ett återkommande tema i hans böcker. Debuten filmatiserades som Örjan, den höjdrädde örnen 1999 tillsammans med Hamid Navim och nominerades till en Guldbagge året efter i kategorin Bästa kortfilm. Han har även skrivit sju böcker om Castor och Frippe 1995–2004.
Under sin karriär fick Klinting motta flera priser, däribland Årets Pandabok flera gånger och Elsa Beskow-plaketten. Efter hans död instiftade Alfabeta Bokförlag ett pris till hans minne, Castorpriset. Klinting är representerad vid bland annat Göteborgs konstmuseum. Han är begravd på Norra begravningsplatsen utanför Stockholm.

### Egna böcker
- Örjan - den höjdrädda örnen 1982
- Pärlsork 1983
- Vårdträdet 1984
- Första fågelboken 1987
- Första trädboken 1990
- Första insektsboken 1991
- Lilla kuten och andra ungar i naturen 1992
- Lilla kultingen och andra ungar på gården 1993
- Första djurboken 1993
- Leopold 1994
- Castor snickrar 1995
- Castor syr 1996
- Castor bakar 1996
- Castor odlar 1997
- Castor målar 1998
- Frippe lagar allt 1999
- Tuppen vill ha 2003
- Castors punka 2004

### Illustrererade böcker
- Drakobert-serien 1976–1977 (av Rosemary Weir)
- Prilliga morfar 1983 (av Peter Härtling)
- Pohlmans väderlek 1984 (tillsammans med John Pohlman)
- Trollsmör och trattkantarell 1984 (tillsammans med Görel Kristina Näslund)
- Håll stövlarna leriga 1985 (tillsammans med Ulf Svedberg)
- Viktor och fartdåren 1986 (tillsammans med Pierre Frühling)
- Nybörjarens kokbok 1986 (tillsammans med Britt Sandquist-Bolin)
- Kiplings Just så-historier 1986–1987 (av Rudyard Kipling)
- Sexbente Simon 1987 (tillsammans med Ulf Svedberg)
- Anton i trädgårdslandet 1988 (tillsammans med Görel Kristina Näslund)
- Nils Holgerssons underbara resa genom Sverige 1989 (av Selma Lagerlöf)
- Jul i stallet 2001 (av Astrid Lindgren)

## Priser och utmärkelser
- Årets Pandabok (barnboksklassen) 1986
- Elsa Beskow-plaketten 1987 [13]
- Årets Pandabok (barnboksklassen) 1989
- Årets Pandabok (barnboksklassen) 1991
- Årets Pandabok (barnboksklassen) 1993
- Bokjuryn (kategori 0-6 år) 1998
- Bokjuryn (kategori 0-6 år) 1999
- Wettergrens barnbokollon 2000